# Brooks’s Club

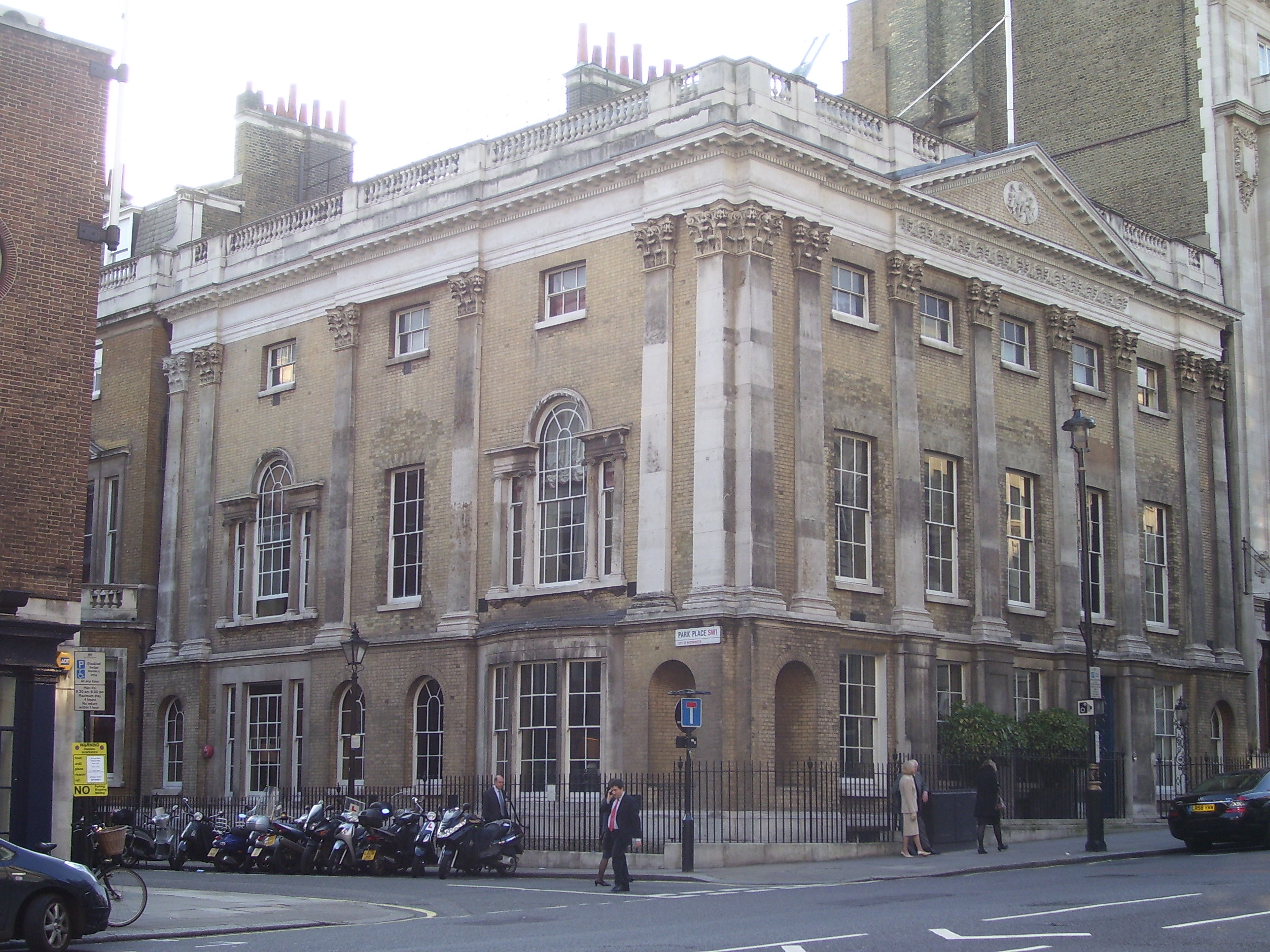
Brooks's club

Brooks's ist ein Londoner Gentlemen’s Club. 
Gegründet wurde er 1764 von 27 Herren, unter denen sich vier Dukes befanden. Schon früh galt er als informelle Vereinigung der führenden Politiker der Whigs. Ursprünglich war der Club in Almack's Coffee House an der Pall Mall beheimatet, seit 1778 residiert er indes in einem von Henry Holland entworfenen klassizistischen Bau in der St. James's Street. Genau gegenüber liegt der ehemals das Tory-Lager repräsentierende White’s Club. 1970 integrierte man den notorisch finanzschwachen, ebenfalls liberal ausgerichteten St James’s Club.
Zu den bekanntesten Mitgliedern des Clubs gehörten u. a. Charles James Fox, William Pitt,  Joshua Reynolds, David Garrick, Edward Gibbon, Horace Walpole, William Wilberforce, Palmerston und David Hume.
Früher war der Brooks’s bekannt für seine Spielsäle. An verschiedenen Tischen setzten die Mitglieder oft die ganze Nacht hindurch hohe Summen u. a. beim Whist und Hazard. Auch gilt der Club als Geburtsstätte des Drinks Black Velvet: Anlässlich des Todes von Prinz Albert 1861 war man der Ansicht, dass selbst der Champagner Trauer tragen müsse – und mixte ihn kurzerhand 1:1 mit Guinness-Bier. Weniger guten Ruf genoss die im Club angebotene Küche, was 1806 zur Gründung des Ablegers Watier’s Club führte.
Eine besondere Attraktion des Brooks's ist das Betting book, in dem auch die bekannte Girl in the balloon bet zwischen Lord Cholmondeley (George James Cholmondeley, 1. Marquess of Cholmondeley, 1749–1827) und Lord Derby (Edward Smith Stanley, 12. Earl of Derby, 1752–1834) aus dem Jahre 1785 verzeichnet ist:
Ld. Cholmondeley has given two guineas to Ld. Derby, to receive 500 Gs. whenever his lordship fucks a woman in a balloon one thousend yards from the earth.

## Nachweise
1. ↑  L. G. Mitchell: Charles James Fox. Oxford University Press, 1992, S. 96.

Koordinaten: 51° 30′ 24″ N, 0° 8′ 23″ W